# Данскетинден
Данскетинден (англ. Dansketinden) — найвища гора гірських хребтів Стаунінг Альпи, Східна Гренландія.

## Географія
Данскетинден піднімається за 15 км на схід від берега Альпефьорду — відгалуження фіорду Сегельсальскапет, між головами льодовика Вікінг (Вікінгебра), льодовиком Гуллі та льодовиками Берсаеркербра. За даними більшості доступних джерел ця гора є надвисоким піком гір Стаунінг Альп і має висоту за різними даними 2842 м, 2831 м або 2788 м пік в програмі «Google Планета Земля». Гора складена в основному з гранітів. Гора відноситься до Ультра-піків і має відносну висоту 2181 м, за іншими даними 2189 м.

## Історія підкорення
Гора Данскетинден вперше була підкорена швейцарськими альпіністами Джоном Галлером (1927—1984), Вольфгангом Ділем (1908—1990) та Фріцем Шварценбахом 5 серпня 1954 року. Друге сходження здійснила експедиція під керівництвом Гвідо Монзіно в 1964 році.